# Duisport Rail
Die duisport rail GmbH ist ein Eisenbahnverkehrsunternehmen (EVU) mit Sitz in Duisburg in Nordrhein-Westfalen.
Das Unternehmen ist eine hundertprozentige Tochtergesellschaft der duisport und wurde im April 2001 als öffentliches Eisenbahnverkehrsunternehmen gegründet. Der Firmensitz ist Duisburg-Duissern.
Die Duisburger Hafen AG betreibt als Eisenbahninfrastrukturunternehmen ein öffentliches Streckennetz von 200 km Gleislänge. Die Zulassung als EVU für den Güterverkehr besteht seit dem 18. Januar 2001 und ist bis zum 31. Dezember 2015 gültig. Sie betreibt Eisenbahndienstleistungen im Güterverkehr in Nordrhein-Westfalen.

## Infrastruktur
Hauptstandorte der duisport rail sind Duisburg-Duissern, Duisburg-Ruhrorter Häfen und Rheinhausen. Am Standort Duisburg-Duissern hat die duisport acht Lokomotiven. Hinzu kommen zwei Lokomotiven im Rangierbahnhof Duisburg Ruhrort und drei Lokomotiven in Rheinhausen. Im Jahr 2009 wurden 350.000 t Güter befördert.

## Triebfahrzeuge
| Betriebsnummer(n)                                     | Typ               | Anzahl | Baujahr(e)       | Hersteller           | Achsfolge | Leistung |
| ----------------------------------------------------- | ----------------- | ------ | ---------------- | -------------------- | --------- | -------- |
| 202 (202 001)                                         | DR-Baureihe V 100 | 1      | 1975             | LEW                  | B'B'      | 1082 kW  |
| 203 (203 004)                                         | DR-Baureihe V 100 | 1      | 1975             | LEW                  | B'B'      | 1240 kW  |
| 262 005                                               | MaK G 761 C       | 1      | 1978             | Maschinenbau Kiel    | C         | 500 kW   |
| MaK DE 502 (271 102, 271 103)                         | MaK DE 502        | 2      | 1984/1985        | Maschinenbau Kiel    | C         | 560 kW   |
| Vossloh MaK 1206 (275 015, 275 107, 275 631, 275 635) | MaK G 1206        | 4      | 2003, 2008, 2011 | Vossloh Kiel         | B'B'      | 1500 kW  |
| 293 516                                               | Baureihe 293      | 1      | 1999             | Adtranz              | B'B'      | 773 kW   |
| 360/361 (360 152, 215, 318; 361 197) (abgestellt)     | DB-Baureihe V 60  | 4      | 1956–1963        | Henschel/Deutz/Krupp | C         | 478 kW   |
| 295 027                                               | DB-Baureihe V 90  | 1      | 1975             | MaK Kiel             | B'B'      | 639 kW   |

## Regelmäßige Güterverkehrsstrecken
Die duisport rail bedient regelmäßig folgende Strecken:
- Duisburg – Oberhausen West
- Duisburg – Marl CWH: seit März 2009, fünfmal pro Woche
- Duisburg-Ruhrort Hafen – Duisburg Hafen
- Duisburg – Dormagen: seit 2011, Übergabe an Chemion Logistik in Krefeld-Uerdingen
- Duisburg – Herne: seit Juni 2003, zweimal pro Woche, im Auftrag der Transpetrol GmbH
- Duisburg – Bönen: seit August 2007, fünfmal pro Woche